# Oknö
Oknö is een plaats en eiland in de gemeente Mönsterås in het landschap Småland en de provincie Kalmar län in Zweden. De plaats heeft 301 inwoners (2005) en een oppervlakte van 100 hectare.
Eigenlijk is Oknö geen dorp of nederzetting, het is ontstaan als recreatiegebied met vakantiehuizen in de jaren 50. Vanwege de ligging aan de Oostzee hebben veel mensen gekozen voor Oknö als vaste woonplek. Het kan net zo goed gezien worden als buitenwijk van Mönsterås.